# ATP Finals 2017 - Singolare
ATP Finals 2017 - singolare:Andy Murray era il detentore del titolo, ma non si è qualificato per l'edizione di quest'anno a causa di infortuni.
Grigor Dimitrov ha vinto il titolo sconfiggendo in finale David Goffin col punteggio di 7–5, 4–6, 6–3.

## Teste di serie
1. Rafael Nadal (round robin, ritirato)
2. Roger Federer (semifinale)
3. Alexander Zverev (round robin)
4. Dominic Thiem (round robin)

1. Marin Čilić (round robin)
2. Grigor Dimitrov (campione)
3. David Goffin (finale)
4. Jack Sock (semifinale)

### Riserve
1. Pablo Carreño Busta (round robin, rimpiazza Nadal)

1. Sam Querrey (non utilizzato)

## Tabellone

### Legenda
| - Q = Qualificato - WC = Wild card - LL = Lucky loser | - ALT = Alternate - SE = Special Exempt - PR = Protected Ranking | - w/o = Walkover - r = Ritirato - d = Squalificato |

 Fase Finale 
|  | Semifinali | Semifinali      | Semifinali | Semifinali | Semifinali |  |  | Finale | Finale          | Finale | Finale | Finale |  |
|  |            |                 |            |            |            |  |  |        |                 |        |        |        |  |
|  | 6          | Grigor Dimitrov | 4          | 6          | 6          |  |  |        |                 |        |        |        |  |
|  | 8          | Jack Sock       | 6          | 0          | 3          |  |  | 6      | Grigor Dimitrov | 7      | 4      | 6      |  |
|  | 2          | Roger Federer   | 6          | 3          | 4          |  |  | 7      | David Goffin    | 5      | 6      | 3      |  |
|  | 7          | David Goffin    | 2          | 6          | 6          |  |  |        |                 |        |        |        |  |

 Gruppo Pete Sampras 
|     |                                  | Nadal Carreño Busta              | Thiem                            | Dimitrov                    | Goffin                         | RR V-P  | Set V-P               | Game V-P                    | Classifica |
| 1 9 | Rafael Nadal Pablo Carreño Busta |                                  | 3–6, 6–3, 4–6 (w/ Carreño Busta) | 1–6, 1–6 (w/ Carreño Busta) | 6(5)–7, 7–6(4), 4–6 (w/ Nadal) | 0–1 0–2 | 1–2 (33,3%) 1–4 (20%) | 17–19 (47,2%) 15–27 (35,7%) | X 4        |
| 4   | Dominic Thiem                    | 6–3, 3–6, 6–4 (w/ Carreño Busta) |                                  | 3–6, 7–5, 5–7               | 4–6, 1–6                       | 1–2     | 3–5 (37,5%)           | 35–43 (44,9%)               | 3          |
| 6   | Grigor Dimitrov                  | 6–1, 6–1 (w/ Carreño Busta)      | 6–3, 5–7, 7–5                    |                             | 6–0, 6–2                       | 3–0     | 6–1 (85,7%)           | 42–19 (68,8%)               | 1          |
| 7   | David Goffin                     | 7–6(5), 6(4)–7, 6–4 (w/ Nadal)   | 6–4, 6–1                         | 0–6, 2–6                    |                                | 2–1     | 4–3 (57,1%)           | 33–34 (49,2%)               | 2          |

La classifica viene stilata in base ai seguenti criteri: 1) Numero di vittorie; 2) Numero di partite giocate; 3) Scontri diretti (in caso di due giocatori pari merito); 4) Percentuale di set vinti o di games vinti (in caso di tre giocatori pari merito); 5) Decisione della commissione.
 Gruppo Boris Becker 
|   |                  | Federer          | Zverev           | Čilić            | Sock             | RR V-P | Set V-P     | Game V-P      | Classifica |
| 2 | Roger Federer    |                  | 7–6(6), 5–7, 6–1 | 6(5)–7, 6–4, 6–1 | 6–4, 7–6(4)      | 3–0    | 6–2 (75%)   | 49–36 (57,6%) | 1          |
| 3 | Alexander Zverev | 6(6)–7, 7–5, 1–6 |                  | 6–4, 3–6, 6–4    | 4–6, 6–1, 4–6    | 1–2    | 4–5 (44,4%) | 43–45 (48,9%) | 3          |
| 5 | Marin Čilić      | 7–6(5), 4–6, 1–6 | 4–6, 6–3, 4–6    |                  | 7–5, 2–6, 6(4)–7 | 0–3    | 3–6 (33,3%) | 41–51 (44,6%) | 4          |
| 8 | Jack Sock        | 4–6, 6(4)–7      | 6–4, 1–6, 6–4    | 5–7, 6–2, 7–6(4) |                  | 2–1    | 4–4 (50%)   | 41–42 (49,4%) | 2          |

La classifica viene stilata in base ai seguenti criteri: 1) Numero di vittorie; 2) Numero di partite giocate; 3) Scontri diretti (in caso di due giocatori pari merito); 4) Percentuale di set vinti o di games vinti (in caso di tre giocatori pari merito); 5) Decisione della commissione.